# Araneus viridiventris
Araneus viridiventris este o specie de păianjeni din genul Araneus, familia Araneidae, descrisă de Yaginuma, 1969. Conform Catalogue of Life specia Araneus viridiventris nu are subspecii cunoscute.